# Alejandro Sánchez Cabezudo
Alejandro Sánchez Cabezudo va ser un militar espanyol.
Militar professional, pertanyia a l'arma d'infanteria. Considerat un «africanista», va estar destinat al Protectorat espanyol del Marroc durant més de quinze anys. Quan es va produir l'esclat de la Guerra civil es trobava a la Caserna de la Montaña, aconseguint sobreviure a l'assalt de l'aquarterament. Durant la contesa va arribar a manar una de les brigades de la Divisió mòbil d'Assalt, aconseguint el rang de tinent coronel. Posteriorment va rebre el comandament de la 37a Divisió, en el front d'Extremadura. Al final de la guerra va ser fet presoner pels franquistes; jutjat i condemnat a mort, però la pena li seria commutada per la intervenció del general José Enrique Varela.
Compartiria captivitat amb el general Antonio Escobar. Va sortir en llibertat condicional en 1945. No obstant això, tornaria a ser detingut i jutjat sota l'acusació d'haver conspirat amb altres antics oficials de l'Exèrcit republicà. Va ser condemnat a set anys de presó, i fou enviat a treballar a la Valle de los Caídos.